# Squalea
Die Squalea sind ein im Jahre 1992 von dem japanischen Ichthyologen Shigeru Shirai aufgestelltes Taxon der Neoselachii (Moderne Haie + Rochen), in dem die rochenähnlichen Haigruppen (Dornhaiartige, Hexanchiformes, Sägehaie und Engelhaie) und Rochen (Batoidae) vereinigt wurden. Zu den Squalea gehören etwa 800 Arten, die Rochen stellen etwa drei Viertel dieser Arten. Bei allen Squalea mit Ausnahme der Hexanchiformes hat sich die Afterflosse, wie bei den meisten urtümlichen Knorpelfischen, nicht entwickelt. Die Squalea leben vor allem auf bzw. nahe dem Meeresboden (benthal), oft auch in der Tiefsee.
Rochen und Sägehaie (Pristiophoriformes) galten seit den morphologischen Studien des US-amerikanischen Haiexperten Leonard Compagno in den 1970er Jahren als Schwestergruppen. Angenommen wurde eine allmähliche Entwicklung der Rochen aus dornhaiartigen Vorfahren, die ihre Afterflosse verloren, über die Engelhai- und Sägehaiartigen, bis zum voll entwickelten Rochen mit seitlich bis zu den Kopfseiten verbreiterten Brustflossen, Kiemen auf der Bauchseite und einem Spiraculum, das zum Ansaugen des Atemwassers dient. Die Haie wären demnach paraphyletisch und somit nur ein Formtaxon, die Rochen nur eine Untergruppe der squalomorphen Haie.
Das folgende Kladogramm zeigt die Rochen als Untertaxon der squalomorphen Haie. Rochen und die rochenähnlichen Engelhaie und Sägehaie, bei denen eine Tendenz zur Verbreiterung der Brustflossen und der Verlagerung der Kiemenspalten auf die Bauchseite festgestellt wurde, werden als Hypnosqualea zusammengefasst.
|                         | Hexanchiformes |
|                         | |
|                         | Dornhaiartige (Squaliformes) |
|                         | |
| Hypnosqualea            | \| \| Engelhaie (Squantiniformes) \| \| \| \| \| \| Sägehaie (Pristiophoriformes) \| \| \| \| \| \| Rochen (Batoidea) \| \| Vorlage:Klade/Wartung/3 \| \| |
| Vorlage:Klade/Wartung/3 | \| \| Engelhaie (Squantiniformes) \| \| \| \| \| \| Sägehaie (Pristiophoriformes) \| \| \| \| \| \| Rochen (Batoidea) \| \| Vorlage:Klade/Wartung/3 \| \| |
|                         | Engelhaie (Squantiniformes) |
|                         | |
|                         | Sägehaie (Pristiophoriformes) |
|                         | |
|                         | Rochen (Batoidea) |
| Vorlage:Klade/Wartung/3 | |

|                         | Engelhaie (Squantiniformes)   |
|                         |                               |
|                         | Sägehaie (Pristiophoriformes) |
|                         |                               |
|                         | Rochen (Batoidea)             |
| Vorlage:Klade/Wartung/3 |                               |

|                         | Hexanchiformes |
|                         | |
|                         | Dornhaiartige (Squaliformes) |
|                         | |
| Hypnosqualea            | \| \| Engelhaie (Squantiniformes) \| \| \| \| \| \| Sägehaie (Pristiophoriformes) \| \| \| \| \| \| Rochen (Batoidea) \| \| Vorlage:Klade/Wartung/3 \| \| |
| Vorlage:Klade/Wartung/3 | \| \| Engelhaie (Squantiniformes) \| \| \| \| \| \| Sägehaie (Pristiophoriformes) \| \| \| \| \| \| Rochen (Batoidea) \| \| Vorlage:Klade/Wartung/3 \| \| |
|                         | Engelhaie (Squantiniformes) |
|                         | |
|                         | Sägehaie (Pristiophoriformes) |
|                         | |
|                         | Rochen (Batoidea) |
| Vorlage:Klade/Wartung/3 | |

|                         | Engelhaie (Squantiniformes)   |
|                         |                               |
|                         | Sägehaie (Pristiophoriformes) |
|                         |                               |
|                         | Rochen (Batoidea)             |
| Vorlage:Klade/Wartung/3 |                               |

Inzwischen gibt es allerdings zahlreiche molekularbiologische Untersuchungen, die, wie früher angenommen, eine basale Dichotomie von Haien und Rochen bestätigen. Die morphologischen Übereinstimmungen der squalomorphen Haie mit den Rochen sind danach konvergent entstanden.
Da sich die Rochen, genauso wie die modernen Haie, schon seit dem frühen Jura in der fossilen Überlieferung nachweisen lassen, wird eine Abstammung der Rochen am Endpunkt einer langen Evolutionslinie der Squalea auch nicht von paläontologischen Daten gestützt.
Das zu den Squalea alternative Taxon Squalomorphii fasst Dornhaiartige, Hexanchiformes, Sägehaie und Engelhaie unter Ausschluss der Rochen zusammen.